# Suberites affinis
Suberites affinis är en svampdjursart som beskrevs av Brøndsted 1923. Suberites affinis ingår i släktet Suberites och familjen Suberitidae. Inga underarter finns listade i Catalogue of Life.